# Carrozza UIC-Z1
Le carrozze tipo Z1 sono una serie di carrozze ferroviarie per il trasporto di passeggeri, costruite per le Ferrovie dello Stato italiane, progettate secondo lo standard unificato UIC-Z. Alcune unità sono state convertite in tempi successivi alla consegna in versione semipilota.

## Storia

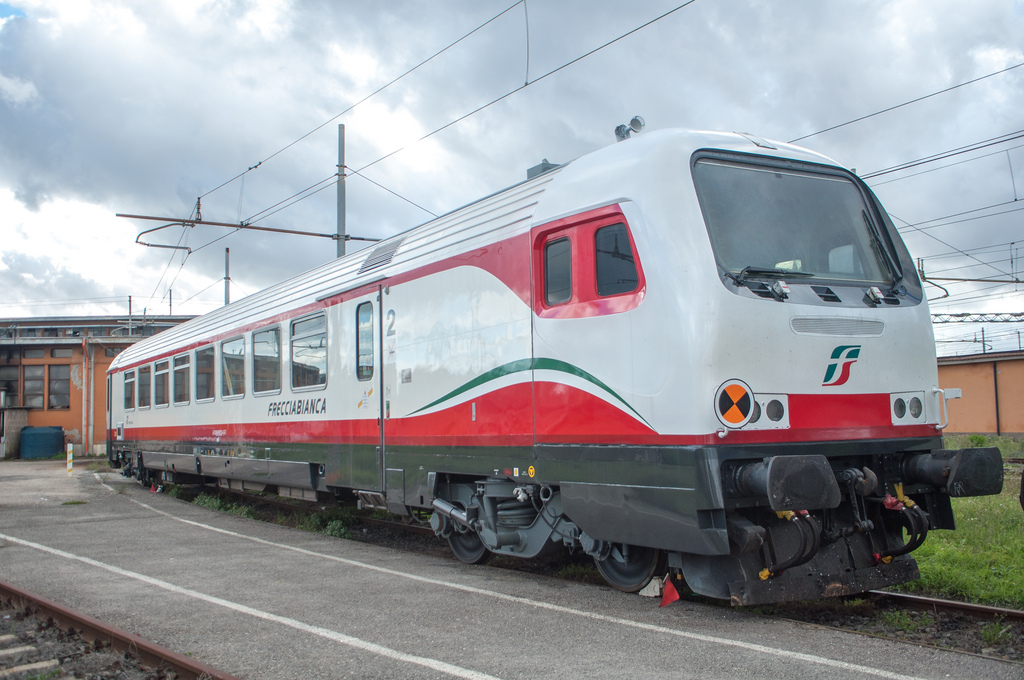
Una carrozza semipilota UIC-Z1 in livrea Frecciabianca.

Le Z1 sono state prodotte in quattro commesse distinte dal 1985 al 2001 con leggere differenze tra una serie e l'altra.
Si tratta di veicoli per treni a lunga percorrenza, destinati al traffico internazionale e nazionale, specifiche per treni veloci e pensate per affiancare le precedenti vetture UIC-X e Gran Confort. 
Nella costruzione delle Z1 si è data particolare attenzione alle tematiche della sicurezza, con innovativi accorgimenti in termini di materiali e di struttura: sono infatti dotate di pareti divisorie tagliafuoco e la maggior parte dei materiali è omologata in classe di sicurezza fuoco/fumi 0 o 1.
La struttura è di tipo tubolare, con cassa in profilati e lamiera d'acciaio. L'adozione di un pavimento flottante posato su strutture antivibranti le rende estremamente silenziose per gli occupanti.
La famiglia di carrozze Z1 è largamente basata sull'esperienza maturata con la costruzione delle Eurofima, di cui le FS avevano acquistato 100 unità più 3 prototipi tra il 1973 e il 1978. Le carrozze Z1 sono state ordinate in quantità massiccia a partire dal 1985 per comporre i nuovi treni InterCity ed EuroCity, grazie ai carrelli omologati per i 200 km/h; gli interni sono ampi e spaziosi, divisi in scompartimenti da 6 posti e un ampio corridoio. Le carrozze di prima classe sono composte di 9 scompartimenti per un totale di 54 posti, contro i 66 della seconda classe, dotate anche di 18 strapuntini in corridoio. Altre varianti di queste carrozze sono le 80 unità arredate a salone ed equipaggiate con ritirata attrezzata per invalidi e spazio per sedie a rotelle, più 75 posti a sedere (di cui 3 ribaltabili), più le 35 carrozze semipilota di I serie, anch'esse arredate a salone, con 64 posti. Infine vi sono i 40 bagagliai dotati di un comparto per il capotreno e due ampi vani bagagli, uno dei quali è stato successivamente adibito al trasporto di biciclette. 
Alcuni esemplari di questa famiglia di carrozze sono stati riadattati in tempi successivi all'entrata in servizio per essere utilizzati nella composizione del Treno Misure Archimede.

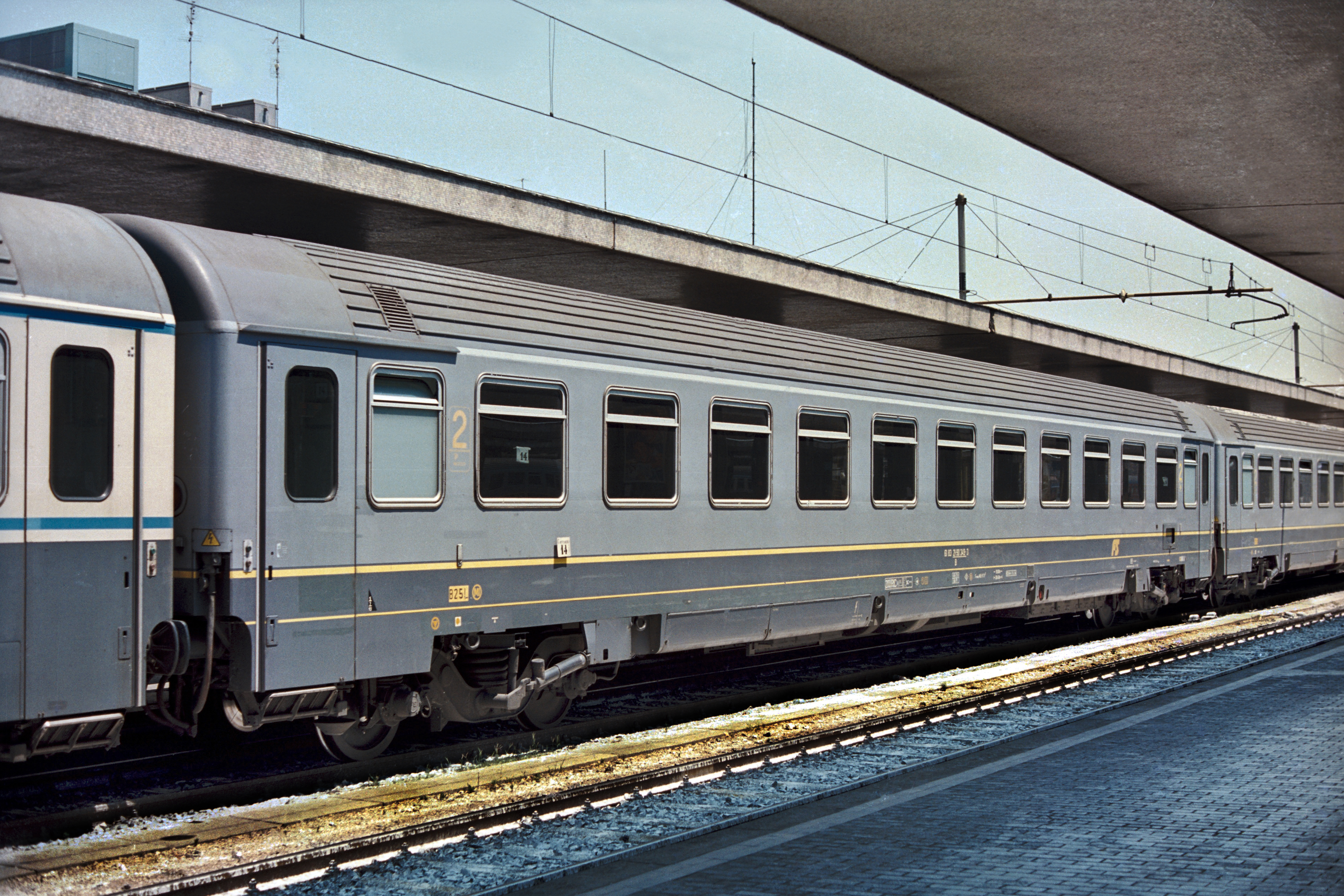
Livrea "bi-grigio" Finanziera per convogli EuroCity.

Le carrozze di I serie (tipo 1985) sono state acquistate in più lotti fra il 1987 e il 1992 e constano di: 545 unità di II classe a scompartimenti (divise in 3 lotti successivi rispettivamente da 160, 335 e 50 vetture); 70 unità di I classe a scompartimenti; 80 unità di II classe a salone attrezzate con spazi per invalidi; 40 bagagliai. Poiché le carrozze Z erano previste in composizione insieme alle Gran Confort sugli InterCity, almeno 270 delle prime unità di II classe ricevettero una livrea con lo stesso schema, la cosiddetta "Bandiera", ovvero grigio ardesia con fascia dei finestrini bianco avorio, ma con filetti longitudinali blu anziché rossi per distinguerle dalle vetture di classe superiore. Nel 1989, le nuove unità di I classe, destinate invece soprattutto agli EuroCity, vennero consegnate con una nuova elegante colorazione a due toni di grigio e filetti gialli (soprannominata Finanziera) che venne poi estesa anche a tutte le altre unità di II classe a scompartimenti e a salone, nonché ai bagagliai (l'intenzione originale probabilmente era di utilizzare sugli InterCity interni le carrozze UIC-Z di sola II classe in livrea Bandiera in coppia con le carrozze GC di I classe, e sugli EuroCity unità di entrambe le classi ma color Bigrigio). 
Nel 1992 venne effettuata una seconda ordinazione di 100 carrozze a scompartimenti (30 di I classe e 70 di II) consegnate tra il 1994 e il 1996 tutte in livrea bi-grigia. 
Nel 1996 vennero poi ordinate altre 110 carrozze, tutte di II classe a scompartimenti, con un'opzione per altre 40. Le prime vennero consegnate tra il 1998 e il 2000, seguite dalle ultime nel 2002/2003, tutte nella nuova livrea bianco-verde XMPR che successivamente venne applicata anche a tutte le altre carrozze delle serie precedenti. 
Fin dalla fine degli anni ottanta le carrozze UIC-Z1 sono state largamente impiegate nei servizi InterCity ed EuroCity di tutta la penisola: nelle relazioni nazionali sono state usate molto spesso solo le unità di II classe, in quanto la sezione di I classe è stata quasi sempre ad appannaggio delle lussuose carrozze Gran Comfort che tuttavia, per il tipo di alimentazione dei sistemi di bordo potevano circolare solo sulla rete italiana, e pertanto le carrozze UIC-Z1 di I classe, essendo atte al servizio su qualsiasi rete, sono state impiegate perlopiù su relazioni internazionali (assieme a quelle di II classe).

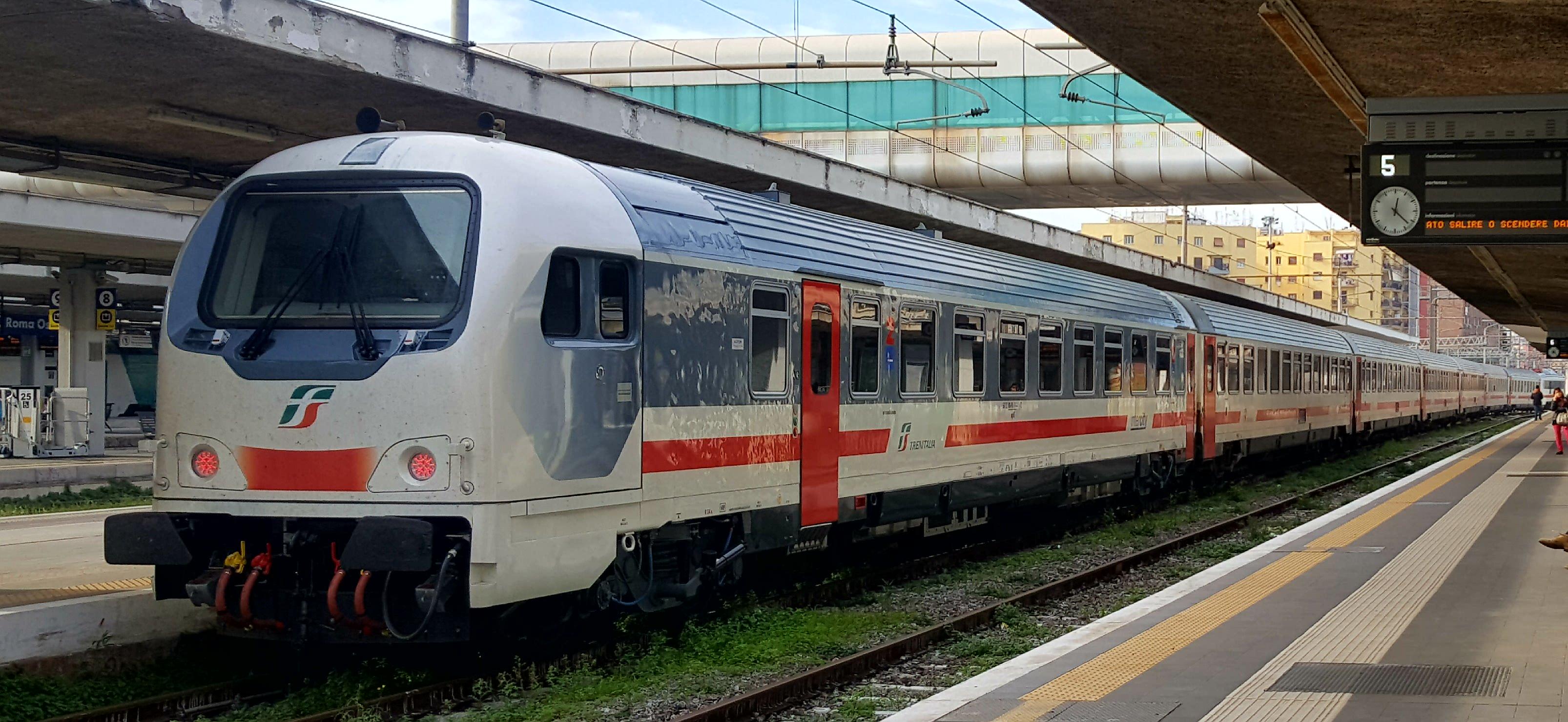
Una carrozza semipilota UIC-Z1A nella livrea Intercity Giorno, in coda ad un Intercity, alla stazione di Roma Ostiense.

La quarta ordinazione riguarda solo le 35 carrozze semipilota a salone, commissionate nel 1998 alle Officine ferroviarie di Costamasnaga, consegnate tra il 1999 e il 2001, anch'esse direttamente in livrea XMPR. Queste carrozze fin dalla loro entrata in servizio hanno sempre evidenziato numerosi problemi di affidabilità. Nella prima metà degli anni duemila riuscirono comunque ad essere impiegate con buona regolarità su diverse relazioni InterCity, soprattutto sulla direttrice Milano-Roma-Napoli. Tuttavia la progressiva perdita di prestigio di questi treni a causa dell'attivazione delle nuove relazioni AV/AC portò a un utilizzo sempre minore di queste carrozze per convogli reversibili (usate invece come vetture ordinarie). Nel 2012/2013 alcune unità vennero revisionate per tentare un loro riutilizzo sui treni Frecciabianca, ma anche questo tentativo ebbe scarso successo.
A causa di rilevanti problemi riscontrati nell'affidabilità, nel 2017, è iniziata la fornitura di un nuovo tipo di semipilota Z1 (Z1a), ottenute dalla trasformazione di alcune intermedie, da usare sui treni InterCity reversibili già in livrea Intercity Giorno, sancendo di fatto il progressivo accantonamento delle unità ottenute con la serie precedente, sebbene potessero essere ancora utilizzate come vetture passeggeri ordinarie. 
A partire dalla fine del 2016 sono state modificate le porte di accesso passeggeri delle carrozze tipo IC901, passando da un azionamento pneumatico ad un azionamento elettrico. Questo ha permesso di migliorare l’affidabilità e la sicurezza del “sistema porta”.
In funzione dei mutati standard di trasporto viaggiatori nei primi anni duemila un cospicuo numero di vetture intermedie ha abbandonato la classica configurazione a scompartimenti per adottare quella a salone, nell'ambito del progetto IC901 e di successive commesse.

## La conversione
Foto superiore: lo scompartimento di una carrozza UIC-Z1 non revampizzata.
Le carrozze destinate alla riqualificazione nell'ambito del progetto IC901, a partire dal 2002-2003, hanno visto il rifacimento degli interni in modo da standardizzarle con gli altri mezzi InterCity italiani. La conversione è stata effettuata presso gli impianti delle società AnsaldoBreda e Corifer. Diverse unità sono state inoltre assegnate nell'ambito del progetto per l'espletamento dei servizi Eurostar City (ES*city), denominazione commerciale poi abbandonata da Trenitalia in favore dell'istituzione nel 2011 di nuova categoria di treni Frecciabianca. Il progetto, originariamente esteso ad un numero di carrozze superiore alle 901 preventivate (comprendenti Eurofima, Gran Confort e Z1) è stato poi ridotto nel 2009 a circa 450 vetture, data la cattiva trasformazione da parte degli impianti e dei ripetuti guasti accorsi alle carrozze trasformate. Tra il 2011 e il 2021 alcune unità ristrutturate sono rimaste a disposizione della società Thello, nell'ambito dell'effettuazione dei collegamenti internazionali tra Italia e Francia.
Nel 2017, alle unità del segmento InterCity iniziano progressivamente a venire applicate la nuova livrea InterCity Giorno (IC Sun) che riguarderà solo le carrozze soggette a revamping, mentre la livrea InterCity Notte sarà estesa anche ad alcune carrozze originali a scompartimenti, destinate a proseguire l'esercizio nell'ambito dei servizi notte.
Nel 2019 viene applicata per la prima volta la nuova livrea InterCity Giorno su un'unità di prima classe originale a scompartimenti, facente parte di uno degli ultimi lotti di queste carrozze non soggette a revamping, utilizzate in particolare sulla relazione Adriatica. Durante i mesi estivi del 2020 queste composizioni verranno soppiantate da convogli effettuati con locomotive E.414 in doppia trazione simmetrica e costituiti unicamente da carrozze revampizzate.
Nel dicembre del 2019 gli InterCity della relazione Genova-Torino, ultimi treni al Nord ad essere effettuati con carrozze a scompartimenti in livrea XMPR, cominciano a circolare con composizioni di carrozze in livrea InterCity revampizzate.
Nei primi mesi autunnali del 2020 Trenitalia, che in un primo momento sembrava avesse deciso di mantenere in esercizio alcune unità a scompartimenti, cambia decisione e sceglie di radiare definitivamente dal servizio questa tipologia di carrozze. Cominciano così i primi invii di materiale all'accantonamento, tra i quali spiccano alcune carrozze da poco soggette a cambio di livrea. Anche quelle che svolgevano servizio sulle relazioni InterCity Notte sono state progressivamente accantonate, lasciando spazio a carrozze revampizzate, alle quali è stata applicata per la prima volta la cromia InterCity Notte.
Dal 2021 le unità a scompartimenti accantonate vengono gradualmente inviate alla demolizione, così come le semipilota del primo ordine. Parallelamente, le Z1 InterCity Giorno ristrutturate hanno ricevuto in parte un aggiornamento della livrea, mediante l'applicazione di una banda grigia a livello dei finestrini, elemento ripreso e già presente fin dall'origine sulle semipilota del secondo ordine.
Il 22 marzo 2024 sono state presentate a Reggio Calabria le prime carrozze Z1 in una inedita livrea contraddistinta dai colori bianco e azzurro, la quale andrà progressivamente a sostituire l'attuale InterCity Giorno (IC Sun), secondo gli standard della nuova corporate identity aziendale attribuita a tale segmento. Sui nuovi InterCity Giorno non saranno più previste la prima e seconda classe ma i livelli «plus» e «easy».

## Utilizzo negli InterCity Notte

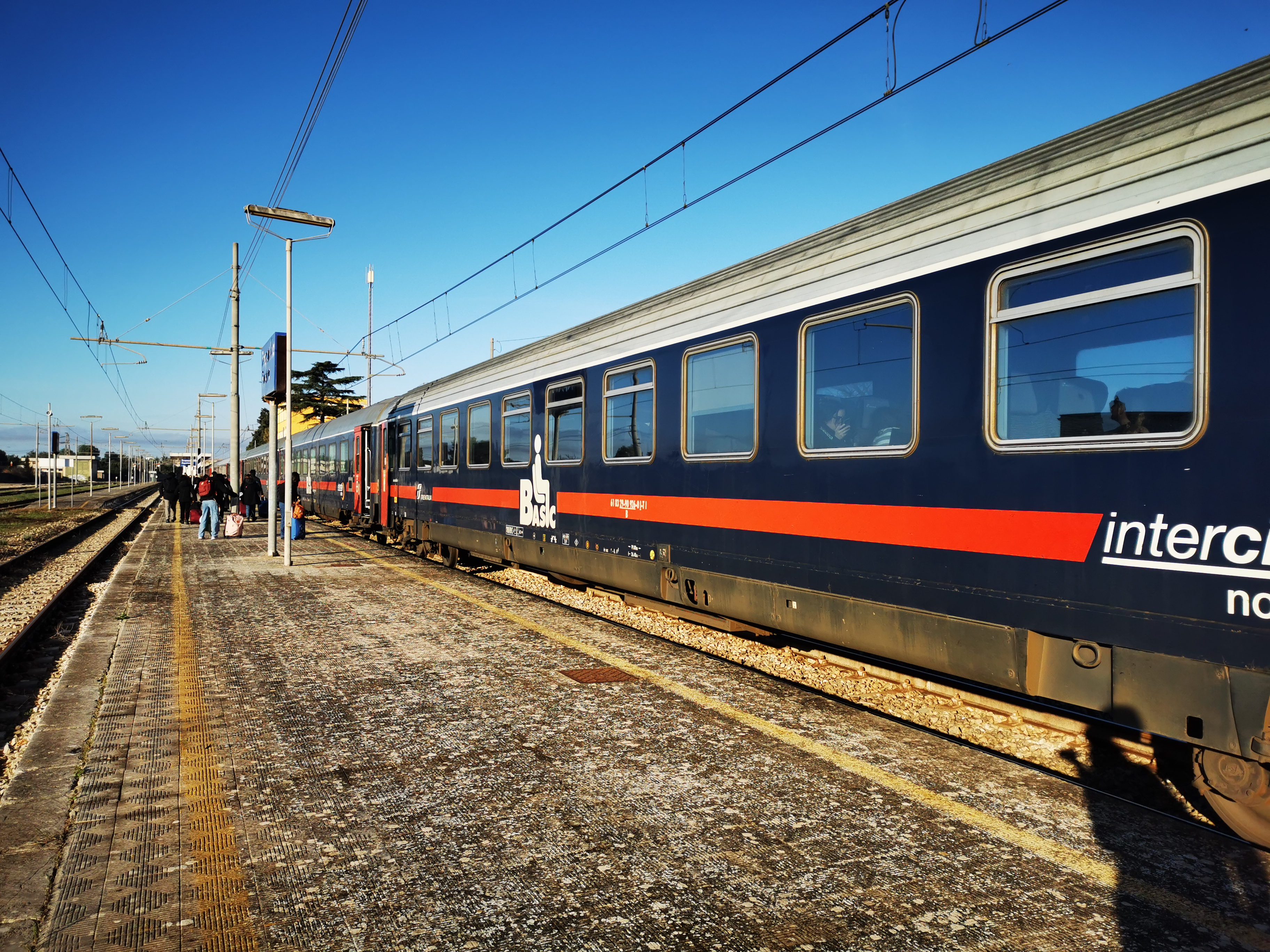
Una carrozza tipo UIC-Z1, nella nuova livrea InterCity Notte.

Da quando le carrozze UIC-X "Giubileo" sono state ritirate dal servizio negli InterCity Notte vengono utilizzate le carrozze Z1, e in virtù di questo espletamento, hanno ricevuto la nuova livrea InterCity Notte. La stessa cosa è avvenuta per le carrozze Gran Confort.
Sulla base di un piano di rilancio della categoria riguardante i treni notte, come accaduto per le unità assegnate al segmento InterCity Giorno, Trenitalia ha previsto dal 2024 di dotare tali carrozze di una nuova livrea specifica contraddistinta dai colori azzurro e blu..
Su tutte queste carrozze è presente il livello di servizio con posto a sedere «basic easy», l'ambiente interno è a salone caratterizzato da due file di sedili disposti vis a vis e ampio corridoio centrale. Sono dotate di vano bagagli, posti a sedere con prese elettriche, tavolini apribili, luce di cortesia. 

## Unità dismesse dalla divisione passeggeri di Trenitalia
Dal 2021 un cospicuo numero di Z1 dismesse dalla direzione passeggeri di Trenitalia saranno ristrutturate per essere riutilizzate nell'ambito del progetto "Treno della Dolce Vita" (il cronoprogramma dei lavori prevede la riqualificazione di un totale di 60 carrozze destinate a comporre 5 convogli, di cui le prime risultano essere in circolazione dal 2025); inoltre, sul finire del 2022, a causa dell'abbandono dei servizi Frecciabianca, la stessa compagnia ha deciso di proporre in vendita sul mercato, in quanto oramai eccedenti nel proprio parco, parte delle Z1 ristrutturate in base al progetto IC901, il termine della gara è scaduto il 31 gennaio 2023. Nel giugno 2024 qualche esemplare a scompartimenti è entrato a far parte della società Treni Turistici Italiani.

## Galleria d'immagini

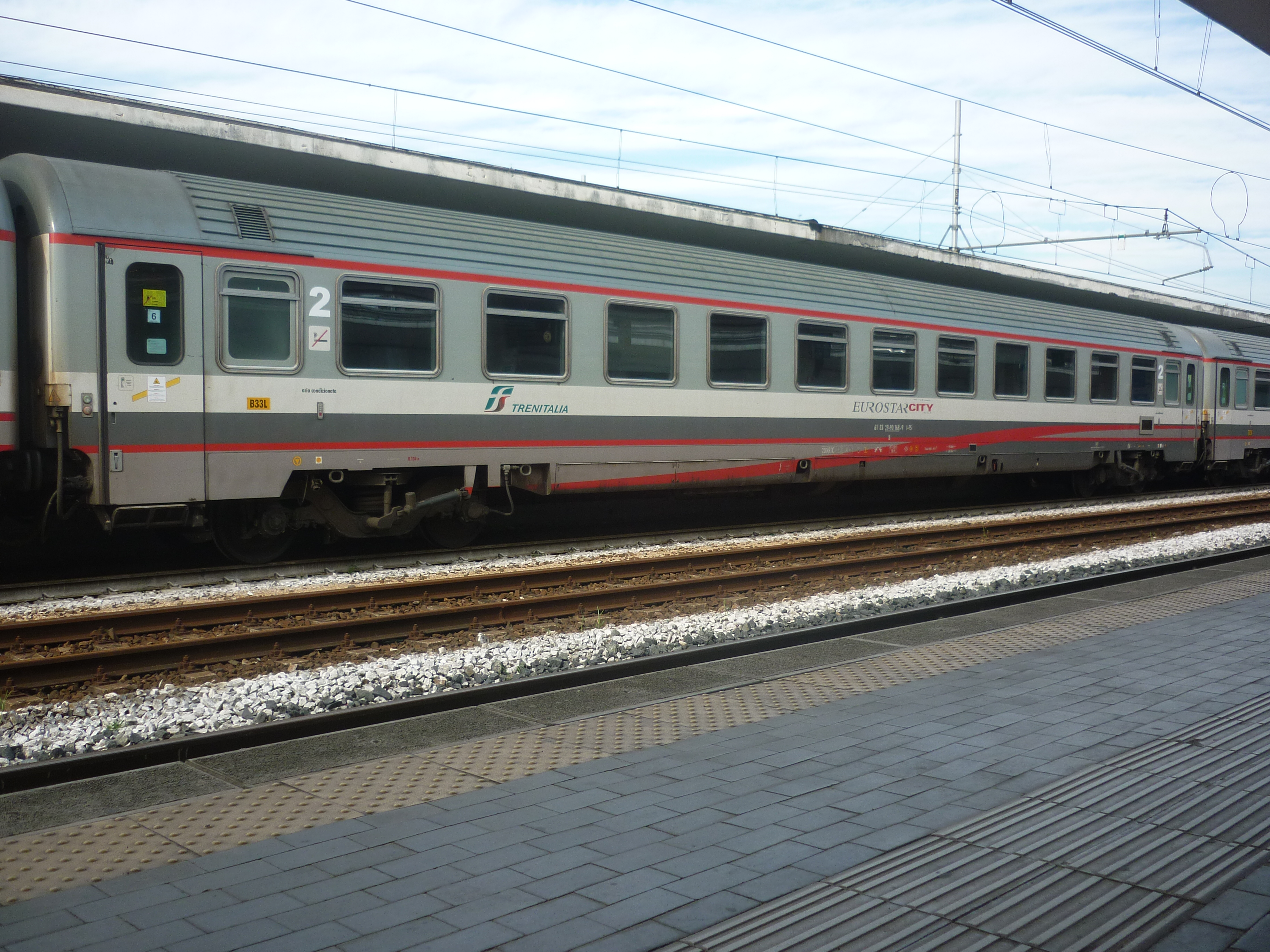
Una carrozza in livrea Eurostar City.
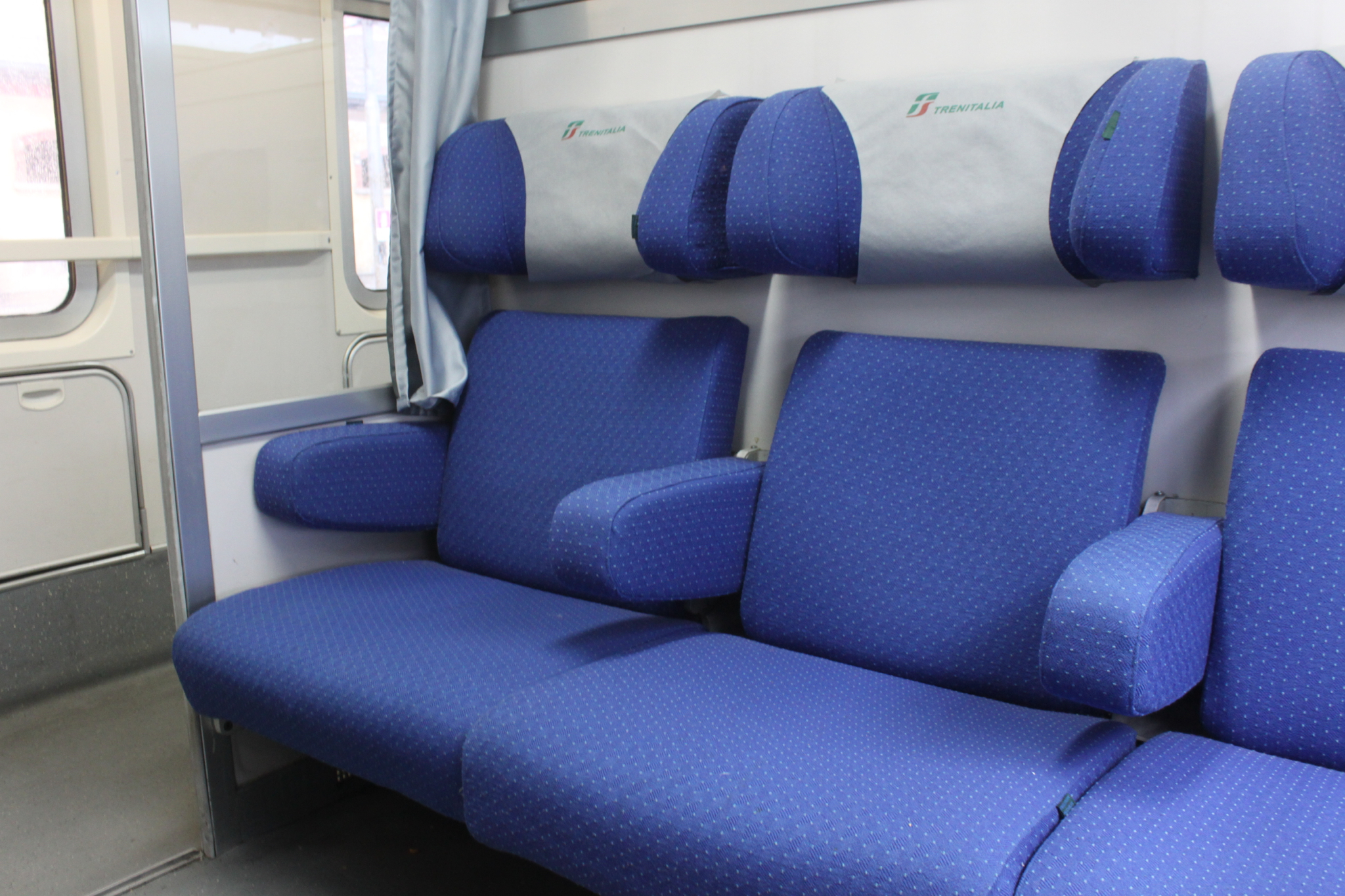
Gli interni di una carrozza UIC-Z1 a scompartimenti.
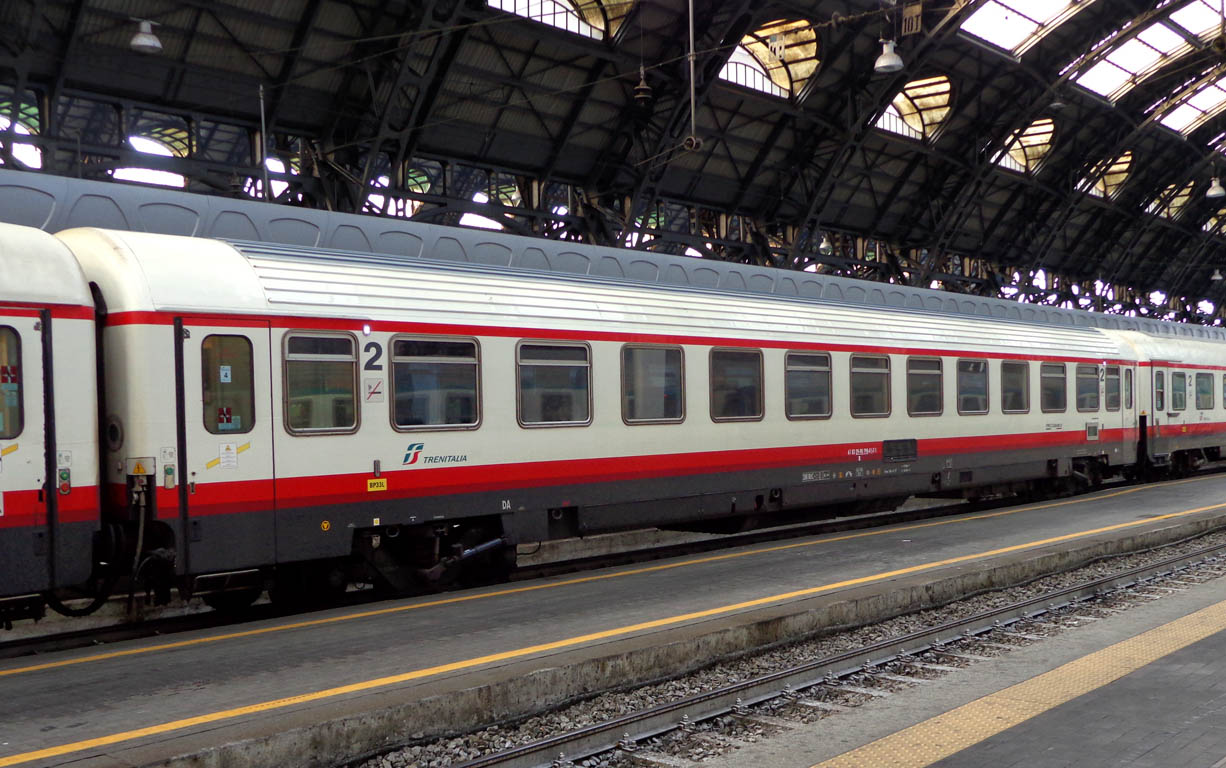
Una carrozza in livrea Frecciabianca.
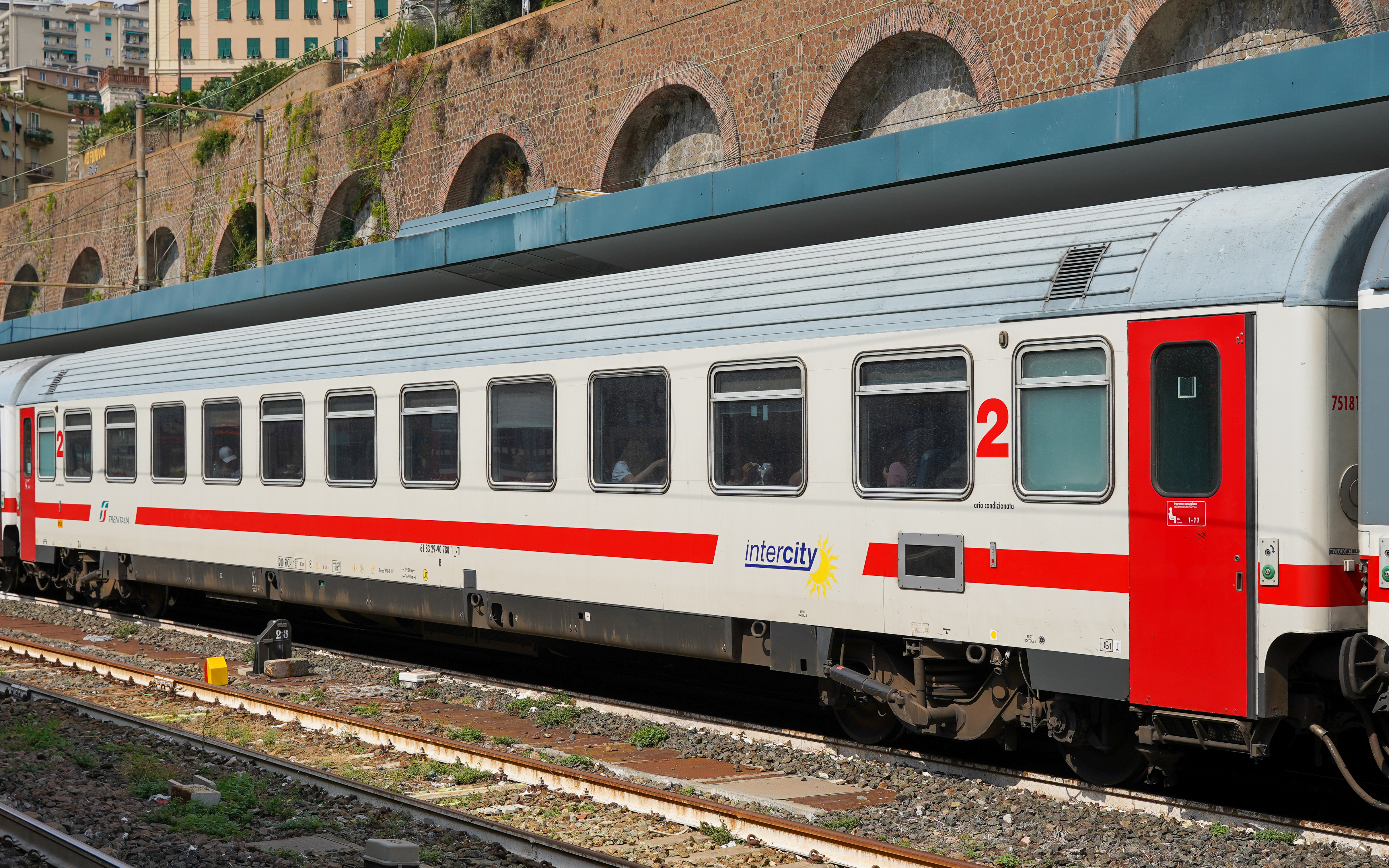
Una carrozza in livrea Intercity Giorno.
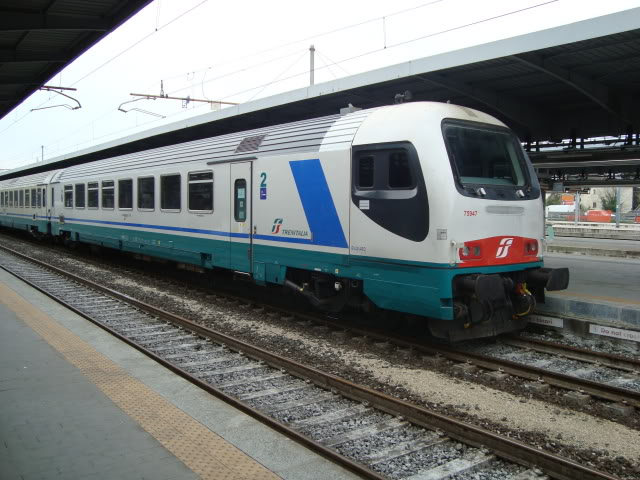
Una carrozza semipilota in livrea XMPR.

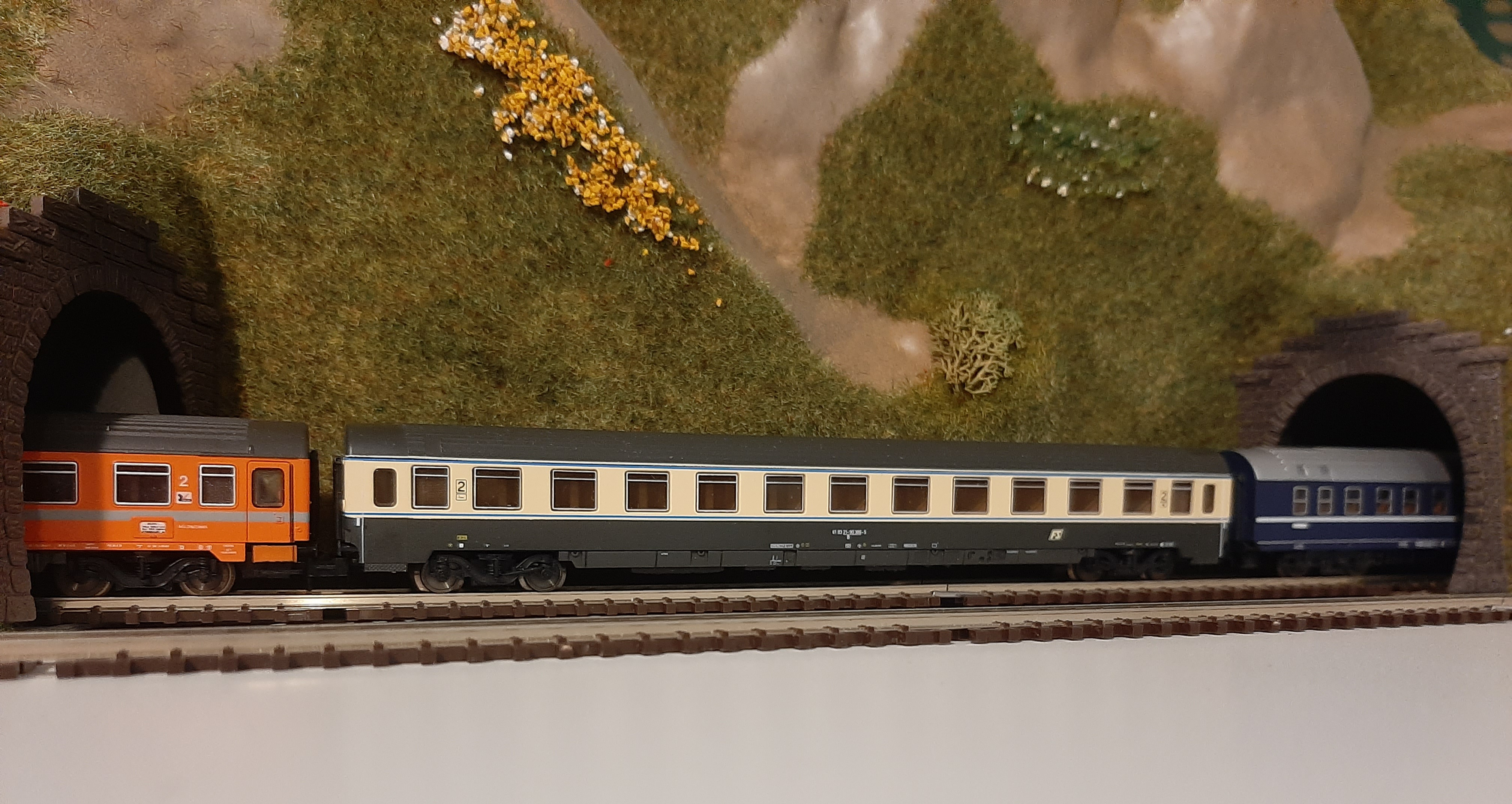
Modello in scala N di una carrozza UIC-Z1 nella livrea originaria "Bandiera".